# Caldas megye
Caldas Kolumbia egyik megyéje. A kis területű megye az ország középső részétől kissé nyugatra terül el. Székhelye Manizales.

## Földrajz
Az ország közepétől kissé nyugatra elterülő megye északon Antioquia, északkeleten egy rövid szakaszon Boyacá, keleten Cundinamarca, délen Tolima, délnyugaton és nyugaton pedig Risaralda megyével határos. Területének legnagyobb részén az Andok hegyláncai húzódnak, alacsonyabb fekvésű vidékek csak keleti szélén találhatók.

## Gazdaság
Legfontosabb termesztett növényei a cukornád, a banán, a citrusfélék, a takarmánykukorica és a paradicsom. Az ipari árbevétel nagy részét a kávéfeldolgozás adja, de jelentős még a vas- és acélipar, valamint a tejipar is.

## Népesség
Ahogy egész Kolumbiában, a népesség növekedése Caldas megyében is gyors, ezt szemlélteti az alábbi táblázat:
| Év             | Lakosság |
| -------------- | -------- |
| 1985           | 883 024  |
| 1993           | 925 358  |
| 2005           | 968 740  |
| 2012 (becsült) | 984 115  |